# Saint-Hilaire-le-Lierru

Saint-Hilaire-le-Lierru este o comună în departamentul Sarthe, Franța. În 2009 avea o populație de 138 de locuitori.